# Shanxi Brave Dragons
O Shanxi Brave Dragons é um clube profissional de basquetebol chinês sediado em Taiyuan, Shanxi. A equipe disputa a divisão norte da Chinese Basketball Association .

## História
Foi fundado em 2001.